# Curimagua
Curimagua là một chi nhện trong họ Symphytognathidae.

## Các loài
- Curimagua bayano Forster & Platnick, 1977 - Panama
- Curimagua chapmani Forster & Platnick, 1977 - Venezuela